# Toni Prostran
Toni Prostran (Zara, 9 aprile 1991) è un cestista e allenatore di pallacanestro croato.

## Carriera
Cresciuto nelle giovanili del Košarkaški klub Zadar, ha esordito in prima squadra nel 2007. Nel 2010 si è trasferito al KK Zagreb, e dopo due stagioni ha fatto ritorno allo Zadar. Con la Croazia under 19 ha vinto il bronzo ai Mondiali di categoria del 2009. Ha inoltre disputato l'Europeo Under-20 2010, chiuso al 4º posto.

## Palmarès

### Giocatore
- Campionato croato: 1

Zadar: 2007-08